# Katherine Paterson
Pour les articles homonymes, voir Paterson.
Katherine Paterson (née le 31 octobre 1932 à Huai'an) est une auteure de littérature de jeunesse américaine. Elle est surtout connue pour son roman de 1977 Le Royaume de la rivière (Bridge to Terabithia), qui a été adapté au cinéma sous le titre français Le Secret de Terabithia en 2007.

## Biographie
Katherine Paterson est née à Huai'an, Chine, le 31 octobre 1932, de parents missionnaires, George et Mary Womeldorf. Son père était principal d'une école de filles. La famille fut forcée de rester en Chine lors de l'invasion japonaise de 1937, puis dut partir en 1940, où elle rejoignit la Caroline du Nord. Obligée de changer d'école très souvent, isolée, Katherine se tourna très jeune vers l'écriture. Sa première langue était le chinois. Malgré ses difficultés, elle obtient un diplôme de littérature anglaise en 1954 au King College de Bristol (Tennessee). Elle étudia ensuite la Bible et l'éducation chrétienne à l'Union Presbyterian Seminary de Richmond. Elle voulait devenir missionnaire en Chine, mais ne pouvant y aller, elle partit pour le Japon où elle étudia le chinois et le japonais.
De retour à New York, elle rencontre un prêtre presbytérien, le révérend John Paterson, qu'elle épouse le 14 juillet 1962. Le couple s'établit à Takoma Park (Maryland), où ils ont quatre enfants, dont deux sont adoptés. Ils vivent depuis dans le Vermont.
Katherine Paterson commence à enseigner à l'église presbytérienne, et écrit son premier roman, Who Am I? en 1966. Aucun de ses romans ne trouvant d'éditeur, elle prend des cours d'écriture et son premier livre pour enfants paraît en 1973, The Sign of the Chrysanthemum, d'après un conte japonais. Son roman le plus célèbre, Le Royaume de la rivière (Bridge to Terabithia) paraît en 1977. En raison des thèmes évoqués, ce roman fera naître plusieurs polémiques tout en devenant un classique : il a reçu la médaille Newbery en 1978 et le grand prix des jeunes lecteurs en 1986. Il a été adapté au cinéma à deux reprises, en 1985 et en 2007. La version de 2007 a été coécrite par son fils David, dédicataire du roman.

## Récompenses
Katherine Paterson fait partie des cinq seuls auteurs à avoir reçu deux fois la prestigieuse médaille Newbery, qui récompense chaque année le meilleur livre pour enfants américain. En effet, outre Le Royaume de la rivière en 1978, elle a également reçu cette distinction pour Jacob Have I Loved en 1981. Ce roman n'a jamais été traduit en français.
Elle a également reçu le prix Scott O'Dell en 1982, le prix Hans Christian Andersen en 1998 et le prix commémoratif Astrid Lindgren en 2006.

## Livres traduits en français
- Gilly et la grosse baleine (The Great Gilly Hopkins, 1978), éditions de l'Amitié, collection Bibliothèque de l'amitié, 1983.
- Le Voleur du Tokaïdo (Sign of the Chrysanthemum, 1973), éditions de l'Amitié, 1984.
- Le Royaume de la rivière (Bridge to Terabithia, 1977), éditions de l'Amitié, 1985 ; Le Secret de Terabithia, réédition Hachette, 2007.
- La Chanson de Jimmy Jo (Come Sing, Jimmy Jo, 1985), éditions de l'Amitié, 1987.
- L'Été de tous les secrets (Park's Quest, 1988), Rageot, 1990.
- L'Histoire de Jip (Jip, His Story, 1996), Hachette, 1997.
- Robbie-la-terreur (Preacher’s Boy, 1999), Hachette, 2002.
- Comme les étoiles (The Same Stuff as Stars, 2002), Hachette, 2005.